# Buchhändlerische Verkehrsordnung
Die Buchhändlerische Verkehrsordnung (Verkehrsordnung für den Buchhandel) regelt den buchhändlerischen Geschäftsverkehr unter den einzelnen Sparten.
Schon im 18. Jahrhundert bemühte man sich um einheitliche Bestimmungen bezüglich des Buchhandels. Erst auf der Hauptversammlung des Börsenverein der Deutschen Buchhändler zu Leipzig unter dem Vorsteher Adolf Kröner wurde eine erste Verkehrsordnung verabschiedet. Sie regelte den Verkehr zwischen dem Verlag (herstellender Buchhandel) und dem Sortiment (verbreitender Buchhandel). Bei Nicht-Einhaltung der Regeln konnte es zu einem Ausschluss aus dem Verein kommen.
Seitdem gab es unterschiedliche Fassungen, die auch auf wechselnde gesetzliche Rahmenbedingungen zurückzuführen sind.
Seit 1989 stellt sie unverbindliche Konditionsempfehlungen für den Verleger und dem verbreitenden Buchhandel auf. Die heute gültigen 20 Paragraphen sind unverbindlich, aber dennoch eine Empfehlung des Verbandes. Die Buchhändlerische Verkaufsordnung ist als unverbindliche Konditionenempfehlung vom Börsenverein des Deutschen Buchhandels e.V. beim deutschen Bundeskartellamt angemeldet.